# عاليا في الدخان (فلم)
عاليًا في الدخان (بالإنجليزية: Up in smoke) فيلم كوميدي، موسيقي أمريكي إنتاج عام 1978 للمخرج لو أدلر وهو أول فيلم للثنائي شيش وتشونغ. ويعتبر الثنائي الكوميدي ضمن حركة يطلق عليها اسم (ثقافة الستينات المضادة). بالرغم من أن استقبال الفيلم لم يكن إيجابيا تماما، لكنه حقق 104 مليون دولار، ويعتبره السينمائيون الفيلم الذي أدخل لعالم السينما نوعا جديدًا من الأفلام يسمى كوميديا المخدرات.

## طاقم التمثيل
- شيش مارين: بيدرو دى باكاس
- تومي تشونغ: أنطوني مان ستونر
- ستروثر مارتن[الإنجليزية]: أرنولد ستونر
- أيدي ادامز: تيمبست ستونر
- ستيسي كيتش: الرقيب ستيدينكو
- ميلز واتسون: هاري
- زين بازبى[الإنجليزية]: جايد إيست
- والي آن وارتون: دبى
- توم سكيريت: ستروبرى
- جون فيرتشايلد: آجاكس ليدى

- أنجيلينا استرادا: العمة بوليتا
- ديفيد نيلسون وكورت كوفمان: في دور حرس مسرح روكسي
- رودني بينجنها: في دور رودني بينجنها
- إلين باركين: في دور امرأة تعزف على الجيتار
- هاري دين ستانتون: (المشاهد المحذوفة) في دور ضابط شرطة
- غاري ميول دير: في دور المتشرد مع كرة السلة[3]

## أحداث الفيلم
تدور الأحداث حول أنطوني الذي يقوم بدوره تومي تشونغ، شاب عاطل عن العمل، وقارع طبول، وأيضا مدمن ماريجوانا. كان عليه أن يجد عمل في خلال يوم واحد، أو سيلحقه والداه بالأكاديمية العسكرية. ينطلق أنتوني بسيارته العتيقة ويلتقط الشاب بيدرو من الطريق، ويكتشف أنه مدمن مثله. تقف السيارة القديمة على جانب الطريق ويشترك الاثنان في تدخين الماريجوانا، يُقبض عليهما ويقتادهما الشرطي إلى المحاكمة، ولكن القاضي يطلق سراحهما، والذي بدوره كان يحتسي الفودكا. يذهب الثنائي إلى ابن عم بيدرو الذي يطلق عليه أصدقائه فراولة، وهذا لقب مشتق من عيب خلقي يظهر على رقبته. تهاجم الشرطة منزل عائلة فراولة ويُقبض على الثنائي ويُرحلوا إلى تيخوانا بالمكسيك مع أقارب بيدرو المكسيكيين الجنسية. يستقل الثنائى شاحنة نقل مفروشات متجهة إلى معرض مفروشات بالولايات المتحدة من أجل العودة للولايات المتحدة، ويحدث خطأ في العنوان لتقلهم الشاحنة إلى مصنع سري لتعبئة الماريجوانا. ينتهي بهم المطاف في شاحنة لتهريب المخدرات تم صنعها بألياف من الماريجوانا. أثناء تدخينهم للماريجوانا تلاحقهم سيارة شرطة فيضطر أنتوني للتخلص من كمية المخدر بإلقائها في سيارة أخرى تقوم بنقل بعض الراهبات. على طول الطريق يلتقي الثنائي  بامرأتين، تقنعهما بالأداء في مسابقة للفرق الموسيقية، ويشترط الثنائي الحصول على المخدرات. يستمر الثنائي على الطريق ويطارد الشاحنة شرطي على دراجة نارية ولكنه يتخدر من الدخان المخدر المنبعث من عادم الشاحنة، وعندما يوقفهما الشرطي، وبدلا من القبض عليهما يطلب أن يأخذ ساندويتش الهوت دوغ الذي يأكل منه أحدهما. يصل الثنائي إلى مكان المسابقة الموسيقية، ويفوزا بأغنية وجع أذن يا عيني. وفي نهاية الفيلم يظهر بيدرو وهو يقود السيارة، بينما يناوله أنتوني لفافة حشيش، لتسقط في ملابسه وتشتعل السيارة ويتصاعد الدخان عالياً.

## عن المخرج والممثلين
مخرج الفيلم لو أدلر هو منتج أغاني، ومدير أعمال، وكاتب أغاني، ومنتج أفلام، ويملك بالمشاركة مسرح روكسي في ويست هوليوود، كاليفورنيا. من الجدير بالذكر أنه أخرج فيلمين فقط هذا أحدهما. الثنائى بطل الفيلم، شيش مارين (في دور بيدرو دى باكاس)، تومي تشونغ (في دور أنطوني مان ستونر) هو ثنائى لأداء ما يسمى ستاند أب كوميدي (نوع من أنواع الكوميديا، حيث يؤدي الفنان الكوميدي مباشرة أمام جمهور) حقق الثنائي نجاحًا تجاريًا كبيرا، كما تم تسجيل كثيرا من تسجيلاتهم على إسطوانات حققت بعض النجاح.

## الإنتاج
كتب السيناريو الثنائي شيش وتشونغ تحت عنوان مغامرات بيدرو والرجل، وقامت شركة بارامونت بالإنتاج وبميزانية قدرها مليون دولار فقط، ورفضت الشركة دفع مبلغ 800 ألف دولار إضافية، بناء على توصية رئيس الاستوديو مايكل إيزنر، ولهذا قام المخرج لو أدلر بتحمل المبلغ الإضافي.

## صدور الفيلم والانطباعات عنه
قامت شركة الإنتاج بحملة كبيرة للدعاية للفيلم باعتباره الفيلم الأول للثنائي الكوميدي، وقدم الثنائي فكرة استثنائية للدعاية، حيث تم وضع، شرائح ورقية تحمل نكات الثنائي على مقاعد حافلات المواصلات العامة. عرض الفيلم عروض تجريبية في أغسطس 1978، وافتتح الفيلم تسعة دور عرض جديدة في تكساس أوائل سبتمير، وكانت حصيلة العشرة أيام الأولى 344.785 دولار، وحقق نجاح غير متوقع من عروضه حول العالم ليحصد 104 مليون دولار، عرض الفيلم في مهرجان كان في عروض خاصة تسمى عروض منتصف الليل يومي 17، 18 مايو 1979. مُنع الفيلم من العرض في بعض الدول مثل جنوب أفريقيا وكولومبيا.  في 10 أبريل 2018، وبمناسبة الذكرى الأربعين لصدور الفيلم، نزل للأسواق الفيلم على دى.في.دى وأسطوانات فنيل وأقراص مضغوطة، وصور.

## الموسيقى التصويرية وأغاني الفيلم
صدر ألبوم موسيقي وأغنيات الفيلم في عام 1978، وصدرت أغنية من الفيلم كأسطوانة منفردة تحت عنوان فريمد (أنا مظلوم Framed) وكانت تزاحم أغانى الديسكو في الإذاعات في ذلك الوقت، ومنح موقع أول ميوزك (موقع خدمة دليل موسيقى على الإنترنت أُطلق عام 1991) درجة ثلاثة نجوم من أصل خمسة نجوم. قامت مجلة بيلبورد بتصنيف عاليا في الدخان على أنه واحد من أفضل عشرة ألبومات لأفلام كوميديا المخدرات.

## استقبال الفيلم
حصل الفيلم على آراء متضاربة، ومنح موقع روتن توميتوز الفيلم درجة 50%، بناء على 20 تعليقًا، كما تعزى التعليقات نجاح الفيلم لحب الجمهور للثنائي الكوميدي شيش وتشونغ. فيما وصف فنسنت كانبي من صحيفة نيويورك تايمز الفيلم بأنه عبث حقيقي، مثل رسوم متحركة حية، مع عدة لحظات مضحكة حقًا. وكتبت مجلة فارايتي أن الفيلم بدأ بداية رائعة، ولكن بمجرد استنفاد نكات المخدرات، تحول الفيلم إلى مزيج من الفكاهة وروح الدعابة. أعطى جين سيسكيل من الجريدة اليومية شيكاغو تريبيون الفيلم نصف نجمة من أصل أربعة، واصفًا إياه بأنه مكتوب بشكل سيء. وكتب كيفين كانا توماس من صحيفة لوس أنجلوس تايمز أن شيش وتشونغ ثنائيًا مرحًا، ولكن النص ضعيف، والفيلم مكتوب للأطفال الذين بلا شك سيحبونه جدا. قارنت بولين كايل من مجلة نيويوركر الفيلم بشكل إيجابي مع أفلام كوميدية أخرى، وخلصت أن هذا الفيلم قد كتب بفظاظة، وأن الثنائي متقلبان وإذا كان الثنائي في حالة مزاجية عالية فلن يستطيع المشاهد أن يمنع نفسه من الضحك. أرت هاريس من الجريدة اليومية الواشنطن بوست قال إن الفيلم يحدث ضجة ولكنها لا تبقيك منسجما. وكتب ديفيد ماكجليفري في النشرة الشهرية لمعهد الفيلم البريطاني، على ما يبدو أن هذا الفيلم من الأفلام التي يسعد العاملين والممثلين بتصويرها، أكثر مما يسعد المشاهد بمشاهدتها.

## أعمال بعد الفيلم بلا إنتاج
كتبت مجلة الرولنج ستون (هي مجلة أمريكية تصدر كل أسبوعين مخصصة للموسيقى والسياسية الليبرالية والثقافة الشعبية) في ديسمبر 1978 أن الثنائي شيش وتشونغ لديهم سبعة سيناريوهات جاهزة، إحداها فيلم رسوم متحركة، كما أن لديهم سيناريو للجزء الثاني من فيلمهم الأول عاليا في الدخان، ولكن هذه الأفلام لم تُصوّر، وفي عام 1980 صدر لهما فيلم تحت عنوان الفيلم التالي لشيش وتشونغ والذي لم يحقق نجاح فيلمهم الأول ونال تعليقات سلبية من النقاد.

## التراث
وضع متحف جوائز الغرامي، معروضات خاصة بفيلم عالياً في الدخان، مثل الشريط الأصلي المسجل عليه ألبوم أغاني، وموسيقى الفيلم، والنص الأصلي لسيناريو الفيلم ومعروضات أخرى خاصة بالفيلم.

## وصلات خارجية
- مقالات تستعمل روابط فنية بلا صلة مع ويكي بيانات